# Социална група
В социологията като група се дефинират двама или повече индивида, които взаимодействат помежду си, приемат определени очаквания, както и задължения, като членове на групата и споделят обща идентичност. Според тази дефиниция обществото може да бъде разглеждано като по-голяма група, макар че в действителност повечето социални групи са относително малки.